# Posici, Hust
Posici (în ucraineană Посіч) este un sat în comuna Horinciovo din raionul Hust, regiunea Transcarpatia, Ucraina.

## Demografie
Componența lingvistică a localității Posici
     Ucraineană (99,6%)
     Alte limbi (0,4%)
Conform recensământului din 2001, majoritatea populației localității Posici era vorbitoare de ucraineană (99,6%), existând în minoritate și vorbitori de alte limbi.